# Tower 185
Tower 185 – wieżowiec w Niemczech, we Frankfurcie nad Menem, w dzielnicy Gallus. Budynek został otwarty w 2011 roku, liczy 55 kondygnacji i ma 200 m wysokości.
Tower 185 od 2023 został czwartym do wysokości budynkiem we Frankfurcie i w Niemczech, ex aequo z Main Tower (również we Frankfurcie). W początowych planach, wieżowiec miał mieć 50 zamiast 55 kondygnacji przy takiej samej bryle i wysokości.
Głównym najemcą wieżowca jest niemiecki oddział firmy PricewaterhouseCoopers, wynajmujący 60 000 m².
Gdy Niemcy starały się o wybór Frankfurtu na siedzibę Urzędu Unii Europejskiej ds. Zwalczania Prania Pieniędzy i Finansowania Terroryzmu (AMLA) w 2023, Tower 185 był jedną z trzech proponowanych lokalizacji urzędu, obok wieżowca Messeturm i biurowca Flow.